# Capitolio Estatal de Nevada
El Capitolio Estatal de Nevada, Capitolio del Estado de Nevada o simplemente Capitolio de Nevada (del inglés: Nevada State Capitol) es el edificio del capitolio del estado de Nevada, Estados Unidos. Se localiza en la capital estatal, Carson City, en el 101 N. Carson Street (39°09′51″N 119°45′59″O / 39.1640762, -119.7662923), y se construyó entre 1869 y 1871.
El emplazamiento del capitolio de Nevada estuvo en el aire durante un tiempo y fue objeto de intrigas.
El "acto para proveer la construcción de un Capitolio estatal" fue aprobado en 1869. De entre todos los candidatos, se seleccionó a un arquitecto cuyos honorarios no excedieran los 250 dólares (que resultó ser Joseph Gosling, de San Francisco), y la piedra angular se colocó en 1870. Aquel mismo año, se reunió en el Capitolio la cuarta sesión de la legislatura del estado, aunque el edificio aún estaba sin terminar. Las obras de construcción concluyeron en 1871. Varios de los diseños originales del arquitecto se conservan en los archivos estatales. Aunque se seleccionó al postor más bajo para construcción, los costes reales ascendieron muy por encima del presupuesto, hasta los 170.000 dólares.
El edificio original era cruciforme, con un rectángulo principal de 23 metros de ancho por 26 de largo, que tenía dos alas, cada una de 10 metros de ancho por 16 de largo. Las vidrieras de las ventanas se hicieron de cristal francés de 26 onzas, al igual que las de las puertas. Fue construido con mármol de Alaska, transportado a San Francisco en bloques de 20 toneladas y cortados y pulidos allí para su instalación posterior.

## Galería

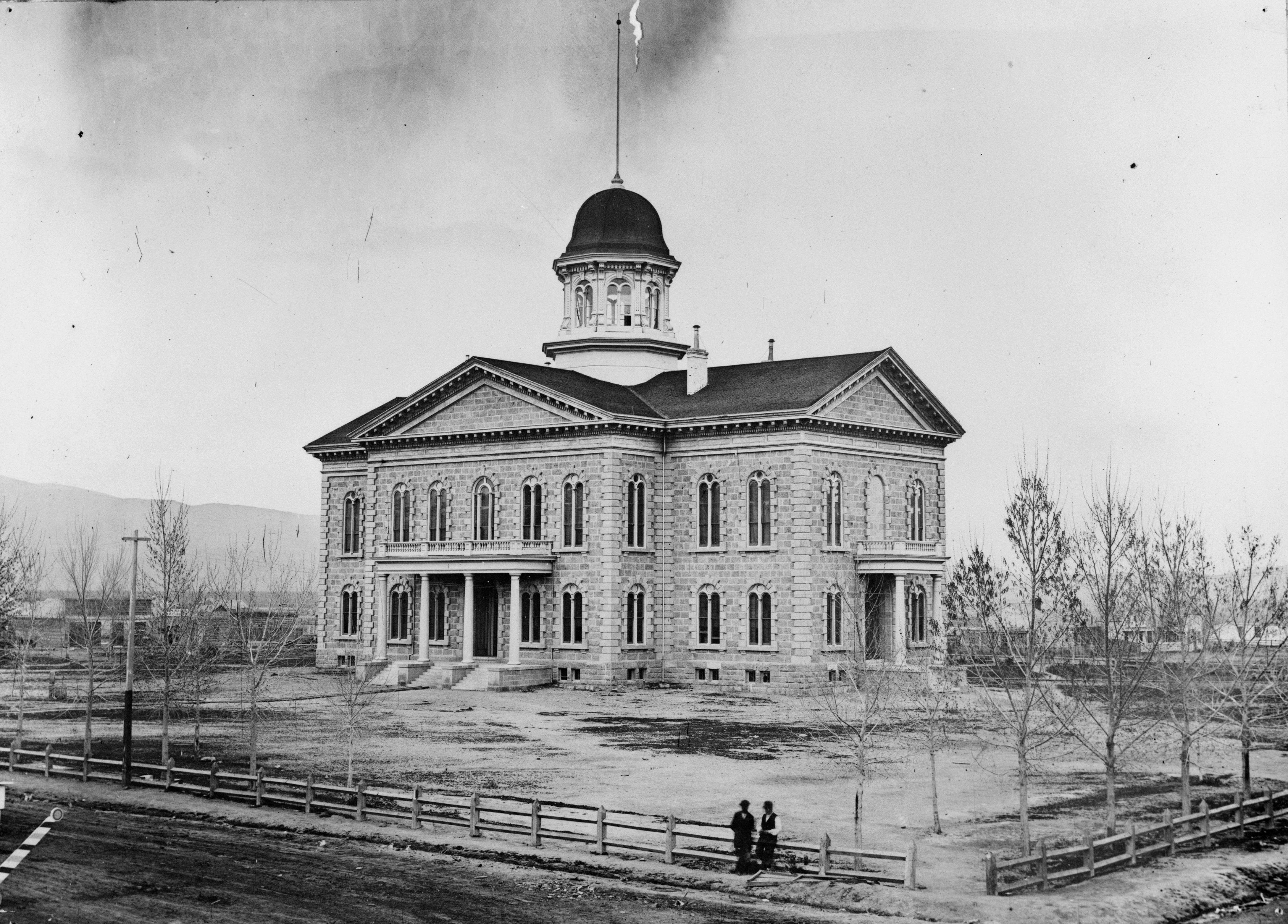
Vista del Capitolio Estatal de Nevada en 1875.
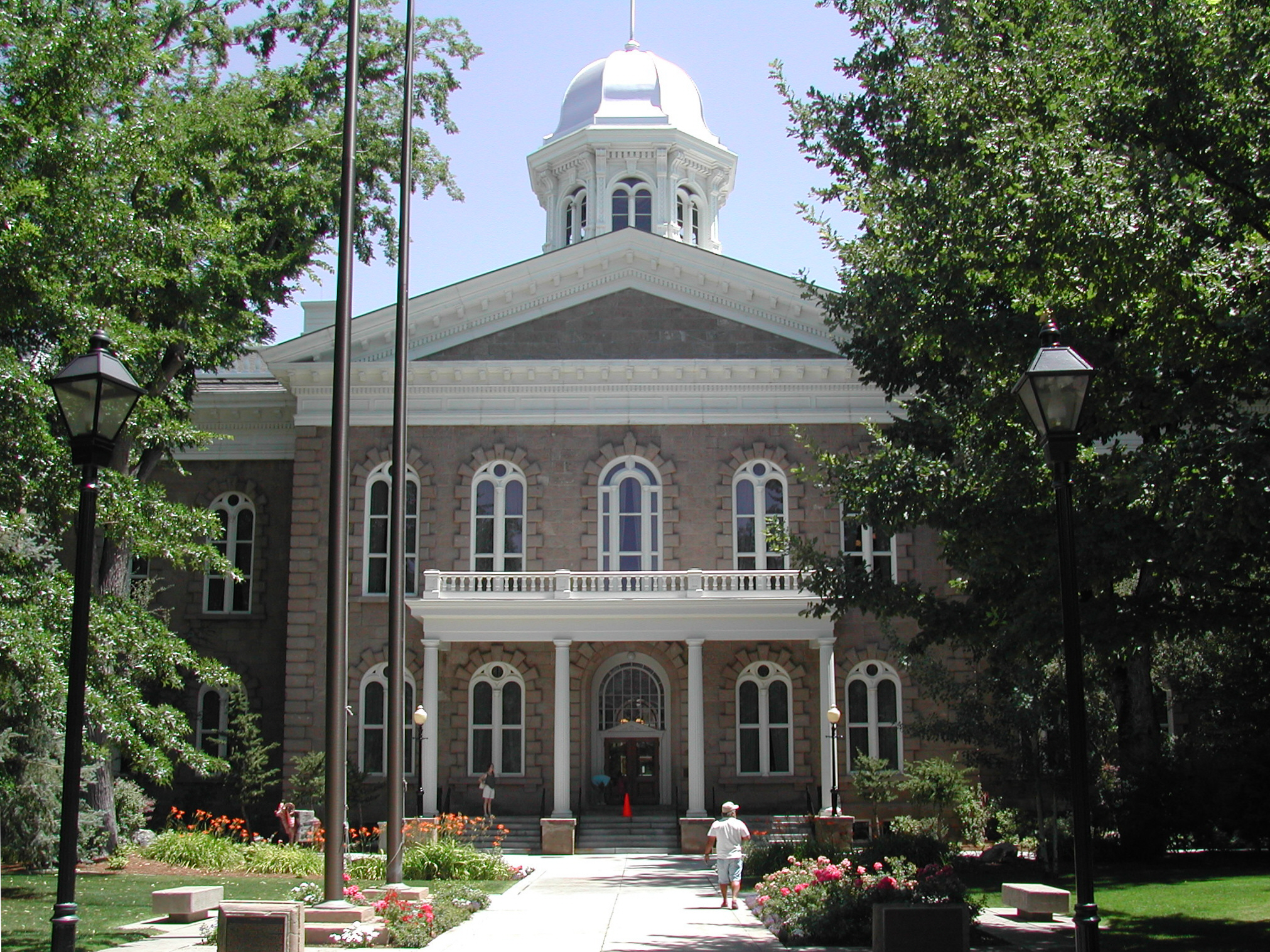
El Capitolio Estatal de Nevada en la actualidad.